# Lauren Albanese
Lauren Albanese (Jacksonville, 1 oktober 1989) is een voormalig tennisspeelster uit de Verenigde Staten van Amerika.
Albanese begon op tienjarige leeftijd met het spelen van tennis. In 2006 kreeg zij een wildcard voor het US Open, waarmee ze haar eerste grandslampartij speelde. Zij beëindigde haar actieve loopbaan na afloop van het seizoen 2017.

## Posities op deWTA-ranglijst
Positie per einde seizoen:
| jaar | rang enkelspel | rang dubbelspel |
| ---- | -------------- | --------------- |
| 2005 | 1050           | –               |
| 2006 | 305            | 650             |
| 2007 | 271            | 265             |
| 2008 | 203            | 270             |
| 2009 | 178            | 314             |
| 2010 | 202            | 218             |
| 2011 | 374            | 762             |
| 2012 | 648            | 646             |
| 2013 | 685            | –               |
| 2014 | 396            | 382             |
| 2015 | 396            | 382             |
| 2016 | 250            | –               |
| 2017 | 438            | –               |

## Resultaten grandslamtoernooien
| Legenda | Legenda                          |
| ------- | -------------------------------- |
| g.t.    | geen toernooi gehouden           |
| l.c.    | lagere categorie                 |
| –       | niet deelgenomen                 |
| G       | uitgeschakeld in de groepsfase   |
| 1R      | uitgeschakeld in de eerste ronde |
| 2R      | uitgeschakeld in de tweede ronde |
| 3R      | uitgeschakeld in de derde ronde  |
| 4R      | uitgeschakeld in de vierde ronde |
| KF      | uitgeschakeld in de kwartfinale  |
| HF      | uitgeschakeld in de halve finale |
| F       | de finale verloren               |
| W       | het toernooi gewonnen            |
| w-v     | winst/verlies-balans             |

### Enkelspel
| toernooi        | 2006 | 2007 |
| --------------- | ---- | ---- |
| Australian Open | –    | –    |
| Roland Garros   | –    | –    |
| Wimbledon       | –    | –    |
| US Open         | 2R   | 1R   |

### Vrouwendubbelspel
| toernooi        | 2009 |
| --------------- | ---- |
| Australian Open | –    |
| Roland Garros   | –    |
| Wimbledon       | –    |
| US Open         | 1R   |